# Oświęcim-Praga

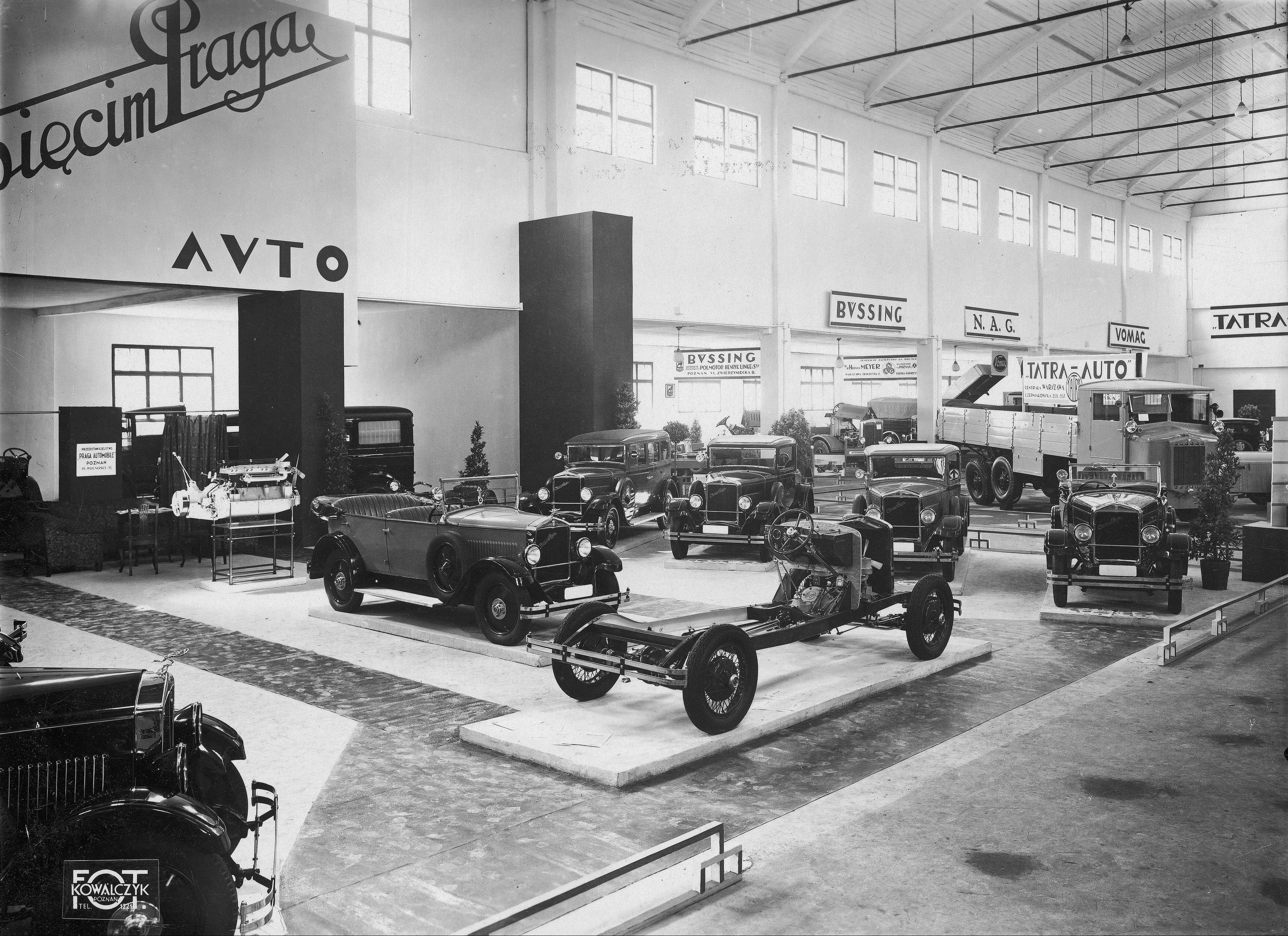
Oświęcim-Praga Kraftfahrzeuge auf der Internationalen Ausstellung für Kommunikation und Tourismus in Posen, 1930.

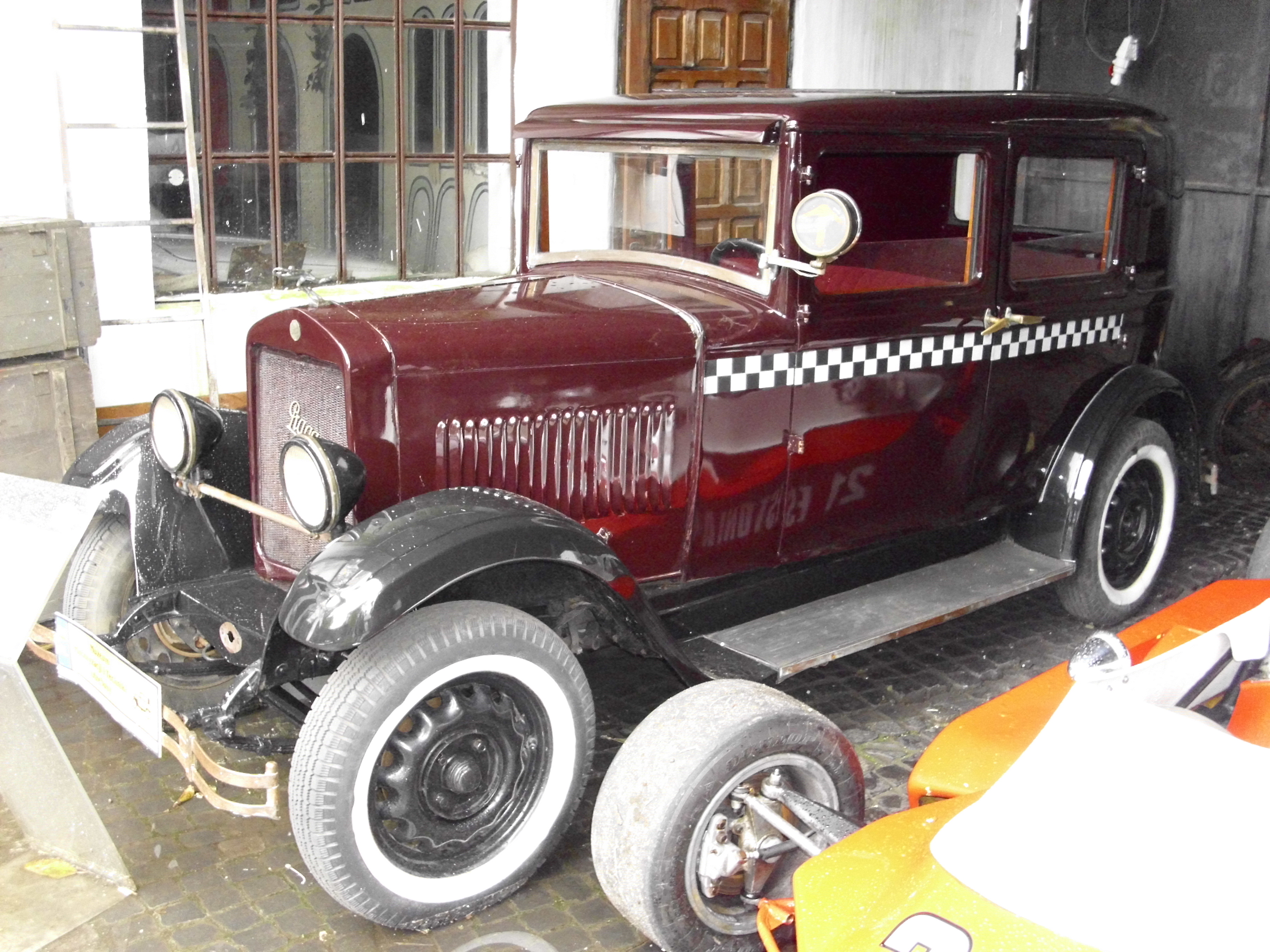
Praga Piccolo von Oświęcim-Praga im Motor- und Technikmuseum in Otrębusy

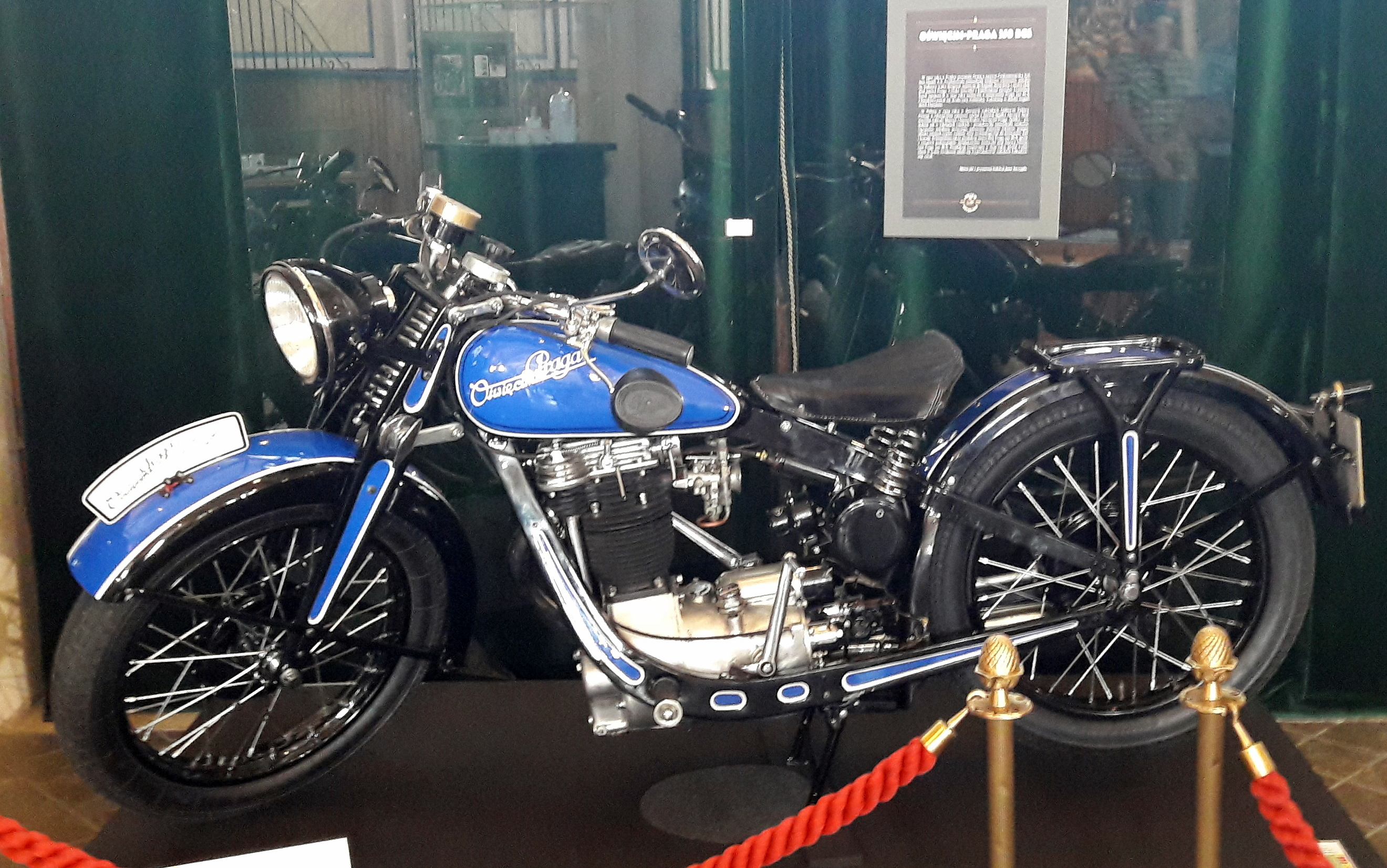
Motorrad, auf 1936 datiert

Oświęcim-Praga, kurz für Zjednoczone Fabryki Maszyn i Samochodów SA Oświęcim-Praga, war ein polnischer Hersteller von Kraftfahrzeugen.

## Unternehmensgeschichte
Die beiden polnischen Grafen Artur Potocki und Roger Raczyński beabsichtigten in den 1920er Jahren, Kraftfahrzeuge herzustellen. Dazu gründeten sie am 13. April 1929 das Unternehmen in Oświęcim. Sie hielten 35 % der Anteile und Praga die restlichen 65 %. Praga war Lizenzgeber. Sie übernahmen das Werk der Eisen- und Metallgießerei Potęga. Einer anderen Quelle zufolge bezogen sie im Dezember 1929 das Werk. Der Markenname lautete Praga. In der Werbung wurde zwar auch Oświęcim-Praga genannt, allerdings haben die Autoren Halwart Schrader, George Nicholas Georgano und Marián Šuman-Hreblay keinen solchen Eintrag in ihren Enzyklopädien über Automarken. Soweit bekannt, blieb die Vermarktung auf Polen beschränkt. 
1934 leiteten Bolesław Rychlewski, Ryszard Stolle, Emil Kolben, Jaroslav Ruziczka und Jan Rzika das Unternehmen. 1937 waren 30 Arbeiter, zwei technische Leiter und fünf Büroangestellte beschäftigt.
Mit Beginn des Zweiten Weltkriegs wurde das Unternehmen aufgelöst.

## Produkte
Hauptsächlich stellte das Unternehmen Personenkraftwagen, Nutzfahrzeuge und Spezialfahrzeuge her. Daneben war auch die Produktion von Landmaschinen, Motoren, Pumpen und Ausrüstungen für Brauereien und Bergwerke sowie zur Zuckerfabrikation und Stahlerzeugung geplant.
Anfangs wurden viele Teile aus der Tschechoslowakei importiert und in Polen nur montiert. Es waren teilweise komplette Fahrgestelle, die nur eine Karosserie erhielten. Später gab es eine eigene Teileproduktion in Polen.
Überliefert sind die Pkw-Modelle Praga Piccolo, Praga Alfa, Praga Grand und Praga Mignon. Daneben entstanden Lastkraftwagen, Omnibusse, Feuerwehrfahrzeuge, Anhänger, Traktoren und Motorräder.

## Bauzeit und Stückzahlen
Eine Quelle gibt an, dass bis 1938 fast 1700 Fahrzeuge entstanden, worin ausdrücklich auch Anhänger enthalten sind.
Eine andere Quelle meint, dass 1937 das Vermarktungsende für die letzten Modelle Piccolo und Alfa kam. Sie nennt 60 Karosserien für 1930 und 250 Fahrzeuge bis 1934.
Von den Pkw ist nur ein Piccolo erhalten geblieben. Er ist im Motor- und Technikmuseum in Otrębusy ausgestellt. Daneben gibt es Fotos eines erhaltenen Motorrads.